# إلمر بيتش
إلمر بيتش (بالإنجليزية: Elmer Beach)‏ هو محامي أمريكي، ولد في 19 ديسمبر 1861 في مقاطعة فريمونت في الولايات المتحدة، وتوفي في 17 مارس 1950 في رالي في الولايات المتحدة.